# Parsi Barungan
Parsi Barungan is een bestuurslaag in het regentschap Tapanuli Utara van de provincie Noord-Sumatra, Indonesië. Parsi Barungan telt 922 inwoners (volkstelling 2010).